# Mohammed bin Rasjid Al Maktoem
Sjeik Mohammed bin Rasjid Al Maktoem (Arabisch: محمد بن راشد آل مكتوم) (Dubai, 15 juli 1949) is de huidige minister-president, vicepresident en minister van defensie van de Verenigde Arabische Emiraten alsmede de emir van Dubai.
Hij is de derde zoon van Sjeik Rasjid bin Said Al Maktoem, voormalig vicepresident van de Verenigde Arabische Emiraten (VAE) en heerser van Dubai. Mohammed volgde zijn broer Maktoem op als vicepresident en heerser na diens dood in 2006.
Mohammed, een miljardair, genereert het grootste deel van zijn inkomen uit onroerend goed en wordt beschreven als een van de "meest vooraanstaande vastgoedontwikkelaars ter wereld". Mohammed was destijds sterk betrokken bij het plan van zijn vader om de slinkende oliereserves van Dubai te compenseren door de economie te diversifiëren en een internationaal handels- en financieel centrum te worden, evenals een toeristische bestemming. Tegenwoordig is meer dan 95% van het bruto binnenlands product van het emiraat niet op olie gebaseerd, met een bijdrage van 20% door toerisme.
Land dat in zijn bezit is wordt beheerd als staatsbezit. Er is een vage lijn tussen de bezittingen van de regering van Dubai en die van de heersende familie Al Maktoem. Hij hield toezicht op de groei van Dubai tot een wereldstad, evenals de lancering van een aantal overheidsbedrijven, waaronder luchtvaartmaatschappij Emirates, DP World en de hotelketen Jumeirah Group. Sommige hiervan zijn in handen van Dubai Holding, de investeringsmaatschappij van Mohammed. 
Mohammed heeft toezicht gehouden op de ontwikkeling van een groot aantal projecten in Dubai, waaronder de oprichting van een technologiepark, een vrije economische zone, Dubai Internet City, Dubai Media City, het Dubai International Finance Centre, de Palm Islands en het Burj Al Arab-hotel. Hij leidde ook de bouw van Burj Khalifa, het hoogste gebouw ter wereld.
Mohammed is de absolute heerser van Dubai en de premier van de VAE, een functie die is benoemd door president Mohammed bin Zayed Al Nahyan. De regering is autocratisch, aangezien er geen democratische instellingen zijn en interne afwijkende meningen zijn verboden. Het wordt door deskundigen  als autoritair gekenmerkt.
Het leven van Mohammed kent een aantal controverses, waaronder een geruchtmakende zaak die door twee van zijn kinderen was aangespannen. De aanklacht luidde dat Mohammed consequent dwingend en controlerend gedrag vertoonde ten aanzien van die leden van zijn familie van wie hij meende dat ze zich tegen zijn wil gedroegen. De uitspraak leidde tot een contactverbod met twee van zijn kinderen, waar Mohammed zich bij neerlegde.

## Privéleven
Mohammed is gehuwd geweest met meerdere vrouwen. Uit deze huwelijken heeft hij 25 kinderen.